# 森博幸 (野球)
森 博幸（もり ひろゆき、1963年5月29日 - ）は、福岡県北九州市出身の元プロ野球選手（一塁手、外野手）、コーチ。

## 来歴・人物
小倉工業高では一塁手、四番打者として活躍。1981年春季九州大会県北部予選準決勝に進むが、九州工に敗退。卒業後は社会人野球の新日本製鐵君津に入社。一塁手として起用され関東地方屈指のスラッガーと評価された。
1985年、同年のドラフト会議で西武ライオンズから指名を受けた。しかし、同じ一塁手の清原和博が1位指名を受けて入団したことから、1年後の他球団からの指名も視野に入れ西武入団を保留し新日鐵君津に残留。翌1986年の都市対抗野球は川崎製鉄千葉の補強選手として出場。2試合連続本塁打を放つ。結局、指名してくれた根本陸夫管理部長への恩もあり、同年のシーズン終了後に入団した。
1987年は、その清原が新人王を獲得して既に一塁手のレギュラーに定着しており、外野手として登録されている。同年は同期入団となった中村日出夫らとともに1Aのサンノゼ・ビーズに野球留学し、主に外野手として109試合に出場した。
帰国した1988年は背番号が14に替わりチームに期待されていたが、故障で一軍出場はなかった。翌1989年は背番号が62になったが、一軍初出場を果たしてシーズン終盤には代打の切り札として頭角を表した。9月10日には初めてスタメンで起用され、さらに9月24日の対ダイエー戦では出場停止の清原に代わって3番打者を務め、この試合で村田勝喜からタイムリーを放ったことが大きな自信に繋がったという。
1990年はチームに不足している左打ちの強打者として期待され、背番号が20になった。同年は羽生田忠克や吉竹春樹、安部理らと左翼手のレギュラーの座を争い、前年を上回る60試合に出場して打率.282、初の本塁打も記録している。翌1991年は左翼手、一塁手として43試合に先発出場。9月8日には野茂英雄から決勝3ランを打ちチームにマジックが点灯した。同年は規定打席には達しなかったものの打率.303、7本塁打を記録している。
1992年は打率.140、本塁打なしと成績が低下したが、1993年は体調を崩した清原に代わって3番打者を務めた8月19日の対近鉄戦で2年ぶりの本塁打を放つなどの活躍を見せた。3年ぶりに復帰したオレステス・デストラーデが途中退団した1995年は清原が右肩の故障の影響により一塁守備ができないため、指名打者を務めることが多く、シーズン後半を中心に一塁手として29試合に先発出場している。1996年は内野手に選手登録が変更され、5月15日の対日本ハム戦では右中間への打球が跳ね返って本塁打かエンタイトルツーベースか判断が分かれ、中間を取って三塁打と判定される珍しいプレーがあった。
1997年は9年ぶりに一軍戦出場が無く、この年限りで現役を引退、スポーツ選手の動作解析ソフトを扱う企業に就職した。社業のかたわらでマスターズリーグに参加し、2003年には首位打者となっている。2004年の同リーグ開催中に西武でチームメートだった石毛宏典から四国アイランドリーグ設立の構想を聞いたのをきっかけに、2005年に香川オリーブガイナーズのコーチに就任した。2006年シーズン限りで香川を退団し、2007年から古巣である西武ライオンズの二軍打撃コーチに就任した。
2008年12月9日、一軍打撃コーチだった大久保博元が知人女性への暴行容疑で被害届を提出されている事からフロントによって配置転換され、代わりに2009年から同コーチに昇格し2010年までこれを務めた。
西武退団後は少年野球指導にあたり、埼玉県内の野球塾「夢グループ野球塾 川越校」の校長（チーフコーチ）に就任。元プロ野球選手であることから高校生になった塾のOBへの接触が不可能になってしまうので、OBとの繋がりを保つために2014年には学生野球資格を回復。OBの進学先であったことや、監督の松本吉啓と知り合いだったこともあり、千葉県にある千葉経大附高硬式野球部の臨時打撃コーチを2015年から2017年夏まで務めた。2018年末に同校から要請を受けたことで、2019年4月1日より松本の後を受けて監督に就任することが発表された。2021年末に同校の松崎将、工藤元弘、正木宣行が「パワハラ」を理由に学校に訴え、懲戒解雇処分が下された。これに対し森側が裁判を起こした結果、森側が勝訴したが、現在は松崎将が同校の監督を勤めている。

## 選手としての特徴
スタメンに定着してもおかしくない実力の持ち主だったが、一塁手には清原和博、外野手には秋山幸二や平野謙がいて選手層が厚かったため、代打での起用が中心だった。一方、控えでもたゆまず努力する明るい性格で、人柄の良さを評価されていた。
身長1m87cm、体重およそ90kgの巨体で、早いカウントから打ちに行く積極性や左中間にも長打を放つパワーを備えた打撃が持ち味だった。監督だった森祇晶はバランスの良い選手を好むといわれたが、守備は普通でも長打力をアピールできれば良いと割り切っていたという。

## 詳細情報

### 年度別打撃成績
| 年 度     | 球 団     | 試 合 | 打 席 | 打 数 | 得 点 | 安 打 | 二 塁 打 | 三 塁 打 | 本 塁 打 | 塁 打 | 打 点 | 盗 塁 | 盗 塁 死 | 犠 打 | 犠 飛 | 四 球 | 敬 遠 | 死 球 | 三 振 | 併 殺 打 | 打 率 | 出 塁 率 | 長 打 率 | O P S |
| --------- | --------- | ----- | ----- | ----- | ----- | ----- | -------- | -------- | -------- | ----- | ----- | ----- | -------- | ----- | ----- | ----- | ----- | ----- | ----- | -------- | ----- | -------- | -------- | ----- |
| 1989      | 西武      | 30    | 47    | 41    | 2     | 13    | 1        | 1        | 0        | 16    | 7     | 0     | 0        | 0     | 4     | 2     | 0     | 0     | 8     | 0        | .317  | .319     | .390     | .709  |
| 1990      | 西武      | 60    | 89    | 78    | 7     | 22    | 2        | 0        | 2        | 30    | 10    | 2     | 0        | 0     | 1     | 9     | 0     | 1     | 15    | 3        | .282  | .360     | .385     | .745  |
| 1991      | 西武      | 86    | 173   | 152   | 20    | 46    | 9        | 1        | 7        | 78    | 30    | 0     | 0        | 0     | 0     | 20    | 1     | 1     | 37    | 0        | .303  | .387     | .513     | .900  |
| 1992      | 西武      | 45    | 53    | 50    | 3     | 7     | 2        | 0        | 0        | 9     | 4     | 0     | 0        | 0     | 0     | 3     | 0     | 0     | 12    | 0        | .140  | .189     | .180     | .369  |
| 1993      | 西武      | 45    | 70    | 61    | 7     | 18    | 2        | 0        | 1        | 23    | 6     | 0     | 0        | 0     | 1     | 8     | 0     | 0     | 9     | 1        | .295  | .371     | .377     | .748  |
| 1994      | 西武      | 6     | 5     | 4     | 1     | 1     | 0        | 0        | 0        | 1     | 1     | 0     | 0        | 0     | 1     | 0     | 0     | 0     | 2     | 0        | .250  | .200     | .250     | .450  |
| 1995      | 西武      | 70    | 152   | 135   | 12    | 39    | 9        | 0        | 4        | 60    | 17    | 0     | 0        | 0     | 1     | 15    | 0     | 1     | 35    | 4        | .289  | .362     | .444     | .806  |
| 1996      | 西武      | 32    | 51    | 43    | 3     | 9     | 1        | 1        | 1        | 15    | 5     | 0     | 0        | 0     | 0     | 6     | 0     | 2     | 10    | 3        | .209  | .333     | .349     | .682  |
| 通算：8年 | 通算：8年 | 374   | 640   | 564   | 55    | 155   | 26       | 3        | 15       | 232   | 80    | 2     | 0        | 0     | 8     | 63    | 1     | 5     | 128   | 11       | .275  | .348     | .411     | .759  |

### 記録
- 初出場：1989年4月13日、対日本ハムファイターズ3回戦（西武ライオンズ球場）、6回裏に仲田秀司の代打として出場
- 初安打：1989年8月30日、対福岡ダイエーホークス21回戦（西武ライオンズ球場）、4回裏に笘篠誠治の代打として出場、松本卓也から
- 初打点：1989年9月1日、対近鉄バファローズ18回戦（西武ライオンズ球場）、6回裏に西岡良洋の代打として出場、佐々木修から犠飛
- 初先発出場：1989年9月10日　対ロッテオリオンズ21回戦（釧路市民球場）、6番・左翼手として先発出場
- 初本塁打：1990年5月31日、対福岡ダイエーホークス11回戦（西武ライオンズ球場）、4回裏に山内和宏からソロ

### 背番号
- 75 （1987年）
- 14 （1988年）
- 62 （1989年）
- 20 （1990年 - 1997年）
- 89 （2007年 - 2010年）